# ب. ديتريش

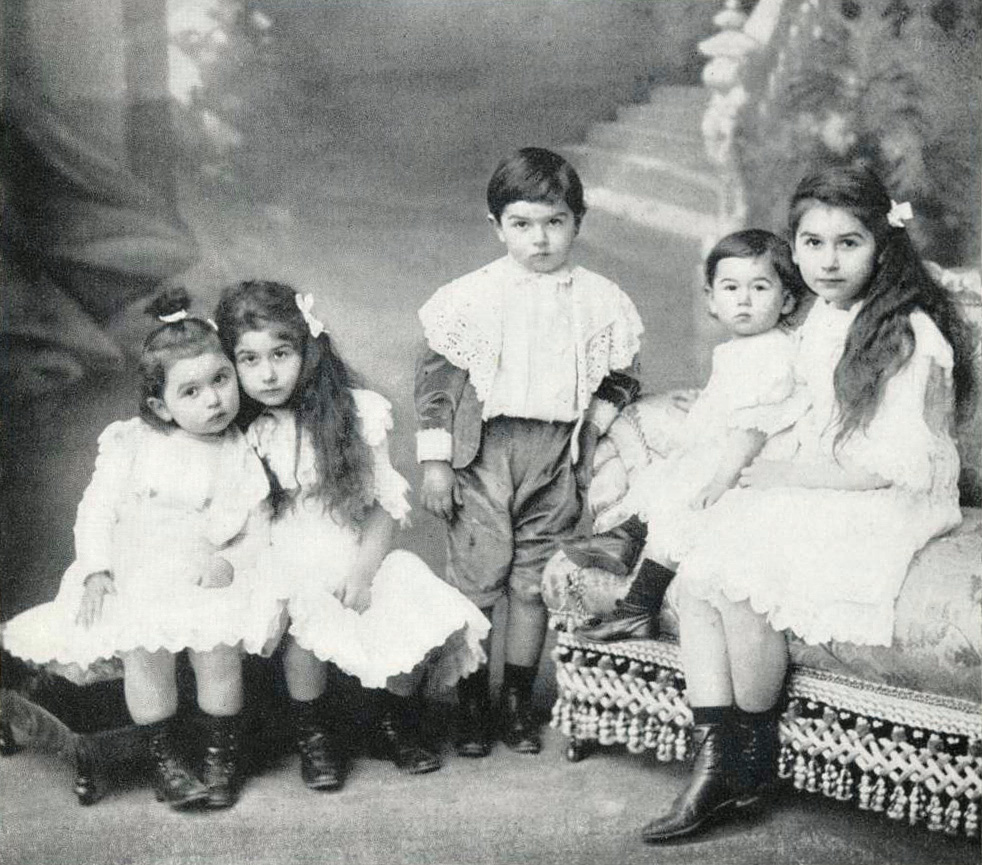
أبناء خديو مصر عباس حلمي الثاني، بعدسة ديتريش

ب. ديتريش (بالألمانية: P. Dittrich) ـ (نشط بين عامي 1880 و1918)، أول مصور فوتوغرافي ألماني يستقر ويعمل في مصر. بدأ العمل في مصر ـ فيما يُعتقد ـ ضمن مجموعة هيمان لاروش وشركاه، ثم افتتح ستوديو مستقلًا في العقد الأخير من القرن التاسع عشر. عمل ديتريش مصورًا للأسرة الحاكمة المصرية.
يشير إليه الصحفي الأمريكي ذو الأصول الفرنسية «أميدي بايّو دو غرفيل» في كتابه «مصر الجديدة» (الصادر سنة 1905) بقوله: